# Stade olympique de Rabat
Le stade olympique de Rabat (en arabe : الملعب الأولمبي بالرباط) est un stade omnisports faisant partie du Complexe sportif Moulay-Abdellah, situé à sept kilomètres du centre de Rabat. Muni d'une capacité totale de 21 000 places, le stade a été construit en neuf mois.
Le stade est inauguré le 25 mai 2025 à l'occasion du retour du Meeting international Mohammed-VI à Rabat, qui constitue la quatrième étape de la Ligue de diamant 2025, un an après sa délocalisation exceptionnelle à Marrakech.
Il accueillera trois matchs de la phase de groupes de la Coupe d'Afrique des nations de football 2025. Ce stade a été construit pour remplacer la piste d'athlétisme qui a été retirée du Stade Prince Moulay Abdellah.

## Construction
Ce stade a été construit en un temps record de 9 mois (environ 36 semaines). Le budget alloué s’élève à près de 496 millions de dirhams, auxquels s’ajoutent 32,1 millions pour l’aménagement de la pelouse en gazon et l’installation des gradins.
Ce chantier a exigé une organisation intensive, les travaux se succédaient parfois jour et nuit afin de livrer le stade avant l’inauguration du Meeting international Mohammed-VI à Rabat, quatrième étape de la Ligue de diamant 2025.

## Installations
Le stade olympique de Rabat a été conçu pour remplacer la piste d’athlétisme du Stade Moulay-Abdellah qui a été retirée pour agrandir et moderniser le stade à l'occasion de la Coupe d'Afrique des nations 2025 et la Coupe du monde 2030.
Il dispose d’une piste de 400 m conforme aux normes de World Athletics, avec un terrain en gazon naturel, un système d’éclairage moderne et des gradins partiellement couverts par un toit en membrane en forme de croissant. La structure est répartie sur quatre niveaux:
- Sous‑sol: un parking de 14 266 m², un centre antidopage, des salles de cryothérapie et musculation, des vestiaires et un studio TV
- Rez‑de‑chaussée: des salons VIP/VVIP, des buvettes,
- 1er étage: une salle de conférence et une salle de réunion
- 2e étage: des salons lounge, des régies audiovisuelles et un studio TV

## Evènements

### Athlétisme
- Meeting Mohammed VI - Ligue des diamant

### Football
Le premier match de football dans ce stade a lieu le 28 juin 2025 entre les équipes féminines du Maroc et de la Tanzanie dans le cadre d'un match amical de préparation à la CAN 2024.
- Coupe d'Afrique des Nations féminine 2024
  -  Maroc 2-2  Zambie, 5 juillet 2025
  -  RD Congo 2-4  Maroc, 9 juillet 2025
  -  Maroc 1-0  Sénégal, 12 juillet 2025
  -  Maroc 3-1  Mali (1/4 de finale), le 18 juillet 2025
  -  Maroc -  Ghana (demi-finale), le 22 juillet 2025
  - Finale, le 26 juillet 2025

- Coupe du Monde féminine des moins de 17 ans 2025

- Coupe d'Afrique des nations 2025
  -  Tunisie -  Ouganda, 23 décembre 2025
  -  Ouganda -  Tanzanie, 27 décembre 2025
  -  Tanzanie -  Tunisie, 30 décembre 2025